# Bucsecs-hegység
A Bucsecs-hegység (románul: Munții Bucegi) Erdély délkeleti peremén, Brassótól délre helyezkedik el, Prahova megye, Brassó megye és Dâmbovița megye határán. Az észak-dél irányú hegység határát keleten a Prahova-völgy, északon a Királykő-hegység, nyugaton a Leaota-hegység képezi. Télen és tavasszal gyakoriak a lavinák.

## Domborzat
A Bucsecs legmagasabb pontja az északon lévő Omu-csúcs (2506 méter). Innen indulnak ki dél felé, patkó alakban a további hegyvonulatok. A keleti vonulat fontosabb hegyei: Costila (2498 m), Caraiman (2384 m), amelyen egy hatalmas kereszt látható, Jepii Mici (2143 m), Jepii Mari (2071 m), Piatra Arsă (2075 m) és Furnica (2103 m). Fontosabb nyugati hegyek: Doamnele (2401 m), Batrina (2189 m) és Tatarul (1998 m). A két vonulat között folyik a Ialomița folyó. A keleti vonulat magasabb részén található a Bucsecs-fennsík, ahol a szél és az eső olyan látványos alakzatokat hozott létre mint a Szfinx és a Babele.

## Éghajlat
Az éves átlaghőmérsékletek között a hegyvidéken belül is nagy különbségek vannak: a Prahova völgyében 6 °C, a magasabb területeken -3 °C. A hegyeken a csapadék legnagyobb része (70%) hó formájában hull. Az Omu-csúcson a februári átlaghőmérséklet a legkisebb (-11.1 °C). Itt az év során 220 napon van 0 °C alatti hőmérséklet.

## Turizmus
A Prahova völgyi településekből (Predeál, Azuga, Bușteni, Sinaia) könnyen fel lehet jutni a Bucsecs magasabb hegyeire. A hegyoldalakon több sífelvonó és sípálya van.

### Balesetek
2004. január 18-án a Molnár-völgyben, 1800 méter magasan öt emberrel (köztük három magyar) végzett egy síverseny idején  bekövetkező lavina. Az áldozatok tapasztalt alpinisták és sportolók voltak. 2010. július 26-án egy izraeli CH-53 Sikorsky katonai helikopter ütközött neki gyakorlatozás közben a nyugati gerincnek, hét ember halálát okozva.

## Képek
|  |  |  |  |